# Nexus 7
Google Nexus 7 je první tablet, který nechala firma Google vyrobit. Úspěšný 7" tablet byl představen v červnu 2012 na Google I/O. Aktuální operační systém je Android 5.1.1 Lollipop. Existují varianty s 3G a bez. 3G je však k dispozici jen ve 32 GB variantě.

## Konfigurace
Na přední straně má tablet 7" dotykový IPS LCD displej s HD rozlišením. Boky jsou plastové, působící chromově. Záda jsou také plastová, pokrytá Soft Touchem (Měkčeným plastem). Na pravé horní hraně je zapínací tlačítko a dvoukolébka hlasitosti. V horní části je web kamerka s rozlišením 1,3 Mpx. Na dolním boku je microUSB konektor pro nabíjení a připojení k PC a 3,5 mm jack. Zvuk je zaznamenáván stereo mikrofonem a na zadní straně je hlasitý reproduktor.

## Konektivita a Hardware
Tablet se prodává ve dvou variantách – 8/16/32 GB bez SIM karty nebo ve 32 GB variantě se SIM kartou. Na zadní straně tabletu se nachází NFC pro rychlý přenos souborů mezi zařízeními. Tablet má i připojení na WiFi a Bluetooth.
Procesor od NVIDIE je Tegra 3, jeho taktování je na 1,3 GHz a je doprovázen 1 GB RAM pamětí. Grafický čip je ULP GeForce. Kapacita baterie je 4325 mAh a udávaná výdrž při aktivním používání je 10 hodin.

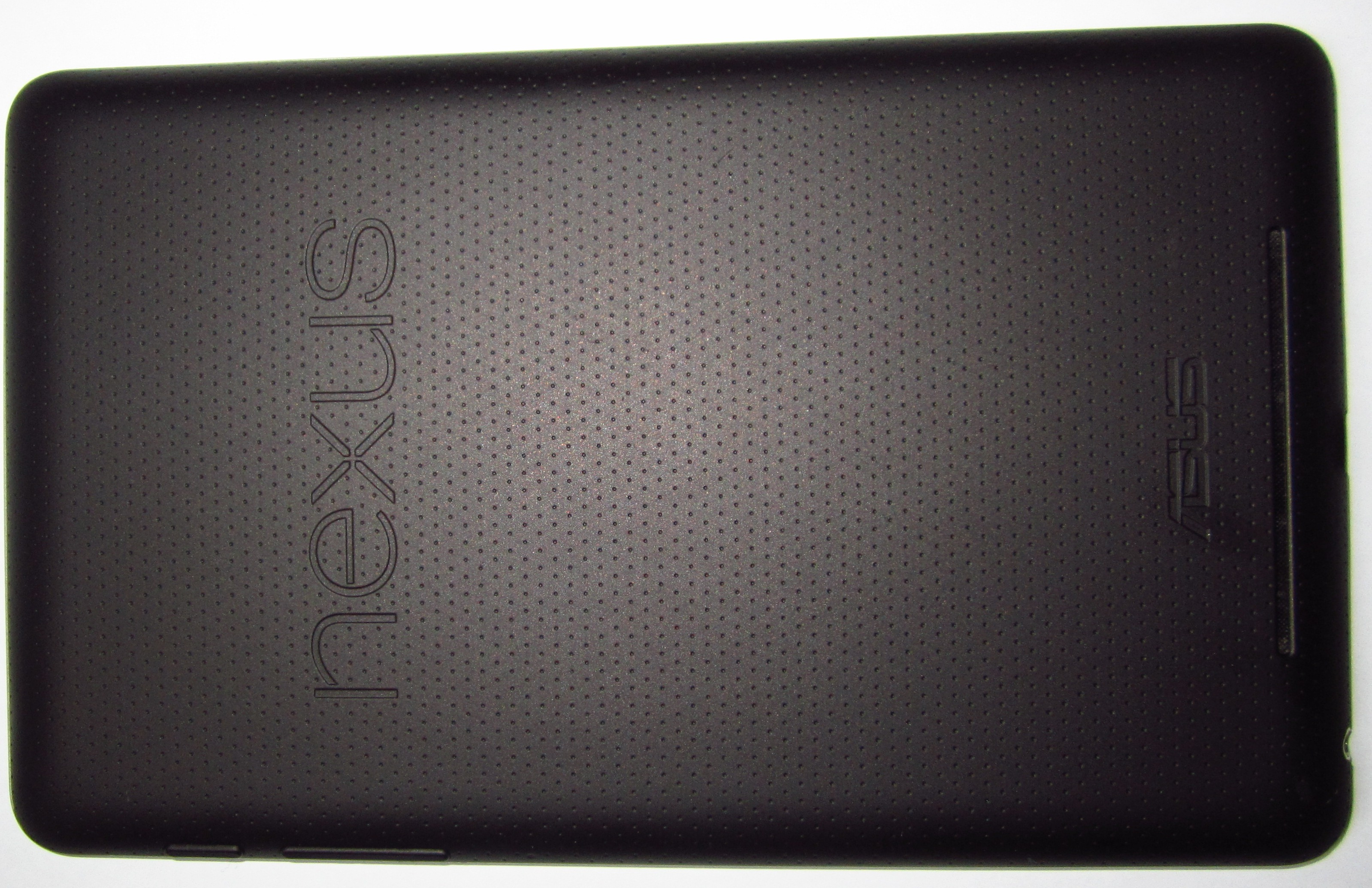
Záda Nexusu 7

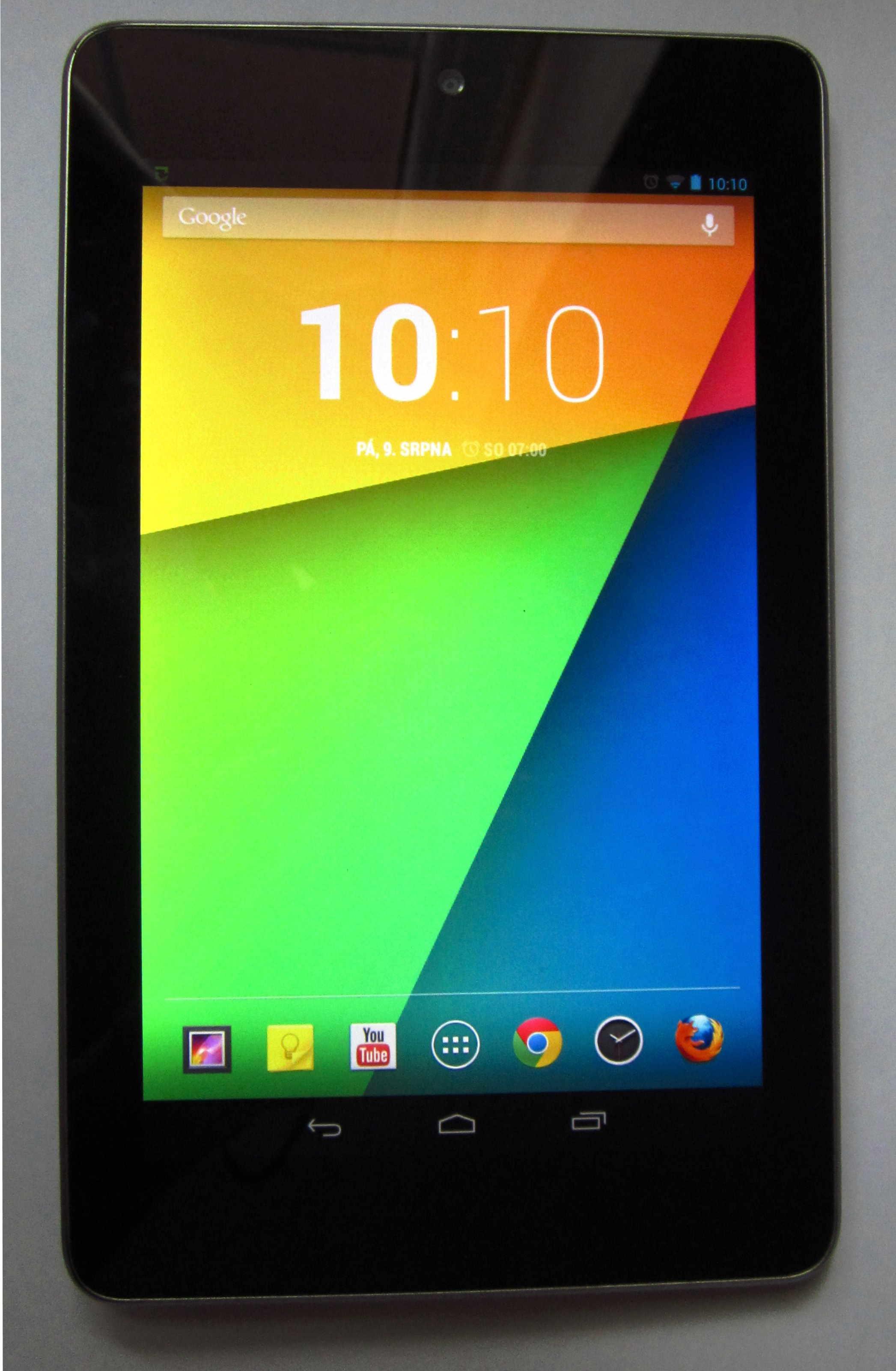
Nexus 7 s Androidem 4.3

| Paměťové varianty      | 8/16/32 GB / 32 GB + 3G                    |
| Operační systém        | Android 5.1.1. Lollipop, standardně 4.1    |
| Rozměry                | 199 x 120 x 10,5 mm                        |
| Hmotnost               | 340 g                                      |
| Úhlopříčka a rozlišení | 7" 1280 x 720                              |
| Typ a jemnost displeje | IPS LCD, 216 DPI                           |
| Datové přenosy         | WiFi, HSPA, GPRS, EDGE, 3G                 |
| Konektivita            | microUSB, 3,5 mm jack, NFC, GPS, Bluetooth |
| Paměťová karta         | Není                                       |
| Procesor               | nVidia Tegra 3 (4x)                        |
| Takt procesoru         | 1300 MHz                                   |
| Grafický čip           | ULP GeForce                                |
| Velikost paměti RAM    | 1024 MB                                    |
| Kapacita baterie       | 4325 mAh                                   |
| Rozlišení fotoaparátu  | Přední – 1,3 MPx                           |

## Následovník Nexusu 7
24. 7. 2013 byl na konferenci Googlu představen druhý Nexus 7, jehož výkon vzrostl skoro na dvojnásobek (přesněji 1,8x).